# Xã Saratoga, Quận Grundy, Illinois
Xã Saratoga (tiếng Anh: Saratoga Township) là một xã thuộc quận Grundy, tiểu bang Illinois, Hoa Kỳ. Năm 2010, dân số của xã này là 6.122 người.